# ببر سفید (فیلم ۲۰۲۱)
ببر سفید (به انگلیسی: The White Tiger) یک فیلم سینمایی درام هندی محصول سال ۲۰۲۱ به نویسندگی و کارگردانی رامین بحرانی که اقتباسی از رمان آراویند آدیگا، به همین نام است.
این فیلم در تاریخ ۱۳ ژانویه ۲۰۲۱ در سینماها اکران شد و از طریق نتفلیکس در ۲۲ ژانویه ۲۰۲۱ منتشر می‌شود.

## داستان
داستان دربارهٔ سفر حماسی یک راننده فقیر هندی که باید از هوش و زیرکی اش برای آزادی از رعیتی اربابان ثروتمندش استفاده کند و به مردی آزاد تبدیل شود و…

## بازیگران
- آدارش گوراو در نقش بالرام حلوایی
- پریانکا چوپرا در نقش خانم پینکی
- راجکومار رائو در نقش آشوک
- ماهش مانجرکار
- نالنش نیل[۴][۵]